# Комінвестбанк
Комінвестбанк (повна назва: Акціонерне товариство «Комерційний інвестиційний банк») — український банк з головним офісом в Ужгороді. Заснований у 1992 році. Загальні активи Комінвестбанку станом на 1 січня 2018 року складали 1,5 мільярдів гривень, за їх розмірами він займає 47 місце серед усіх 82 діючих банків в Україні. Мережа обслуговування банку включає в себе 43 відділення, 37 з яких розташовані на території Закарпатської області а решта 6 в містах Київ, Дніпро, Львів та Одеса. Чистий прибуток Комінвестбанку у 2017 році склав 5,8 мільйонів гривень.

## Історія
Акціонерне товариство «Комерційний інвестиційний банк» був створений шляхом перетворення Товариства з Обмеженою Відповідальністю «Комерційний банк «Коопінвестбанк» який зареєстрований 16 грудня 1992 року.
У 1994 році стратегічним партнером банку стає Ужгородський коньячний завод. У 1995 в м. Хуст була відкрита перша філія банку та отримана ліцензія на операції в іноземній валюті. В наступному році відкрито кореспондентський рахунок в німецькому Commerzbank.
Станом на січень 1998 активи банку становили 9,8 млн гривень, за два роки (січень 2000) — 22,4 млн, а за чотири (січень 2002) — 40 млн. У 1998 банк став учасником Фонду гарантування вкладів фізичних осіб, у 2001 відбувся перший переказ по системі Western Union а у 2002 — перший випуск платіжної картки системи УкрКарт. 
У 2003 банк став учасником системи SWIFT а у 2006 — системи MasterCard. Активи банку станом на січень 2004 року становили 109,5 млн грн, 2006 року — 191,4 млн грн, 2008 року — 346,3 млн, 2010 — 553,9 млн грн. У 2005 у Києві було відкрите перше відділення за межами Закарпатської області, у 2007 Коопінвестбанк увійшов в першу п'ятірку банків Закарпатської області.  У 2010 році була отримана ліцензія на операції з банківськими металами та відкрито в Ужгороді спеціалізоване відділення з банківськими сейфами на 750 комірок.
У 2011 було відкрито відділення у Львові а у 2013 у містах Одеса та Дніпро. Станом на січень 2012 активи банку сягнули 888 млн грн, на січень 2014 — 1 мільярд 21 млн, на жовтень 2016 — 1 мільярд 171 млн, на січень 2018 — 1,5 млрд. У 2014 було введено систему інтернет-банкінгу та створено власну службу інкасації. У 2015 банк вперше випустив платіжну картку з «3DSecure» захистом а у 2016 з безконтактною технологією PayPass.
15 вересня 2017 року, Національний Банк України зареєстрував банківську групу «Комінвестбанк» до якої увійшла, крім власне банку Комінвестбанк, також страхова компанія «Поліс-центр». Це було зумовлено у спільному конролюючому акціонері цих двох фінансових компаній яким є Гісем Володимир Васильович.

## Членство в організаціях
АТ «Комінвестбанк» має членство в:
- Фонді гарантування вкладів фізичних осіб
- Українській Міжбанківській Валютній Біржі
- Українському Кредитно-Банківському Союзі
- Незалежній асоціації банків України (НАБУ)
- SWIFT
- Міжнародній платіжній системі MasterCard Worldwide
- Платіжній системі УкрКарт
- Професійній асоціації реєстраторів і депозитаріїв (ПАРД)
- Асоціації «Українські Фондові Торговці»
- Банк є субагентом систем міжнародних переказів фізичних осіб Western Union, MoneyGram, SWIFT, Welsend, Intel Express.

## Структура власності
Згідно офіційної інформації Національного Банку України, станом на 1 січня 2018 року, головними кінцевими співвласниками ПАТ «Комінвестбанк» є:
- фізична особа Гісем Володимир Васильович (частка 57,93%) — директор Ужгородського коньячного заводу;
- орендне підприємство Ужгородський коньячний завод (частка 42,06%) який відповідно до установчих документів є колективним підприємством.